# بلايني ويلسون
بلايني ويلسون (بالإنجليزية: Blaine Wilson)‏ هو لاعب جمباز فني أمريكي، ولد في 3 أغسطس 1974 في كولومبوس في الولايات المتحدة.

## وصلات خارجية
- بلايني ويلسون على موقع الاتحاد الدولي للجمباز (licence) (الإنجليزية)
- بلايني ويلسون على موقع الاتحاد الدولي للجمباز (biography) (الإنجليزية)
- بلايني ويلسون على موقع الاتحاد الأمريكي للجمباز (الإنجليزية)
- بلايني ويلسون على موقع اللجنة الأولمبية الدولية (الإنجليزية)
- بلايني ويلسون على موقع أوليمبيديا (الإنجليزية)